# Saintines
Saintines é uma comuna francesa na região administrativa de Altos da França, no departamento de Oise. Estende-se por uma área de 2,87 km². Em 2010 a comuna tinha 1 086 habitantes (densidade: 378,4 hab./km²).